# Chemisette

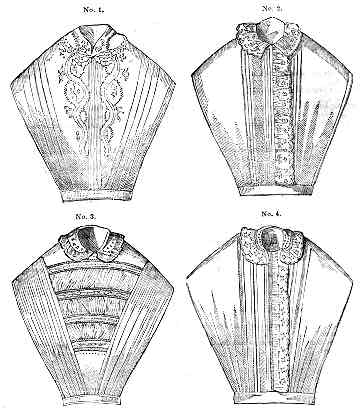
Några sorters chemisetter.

Chemisette, franska "liten blus" alt. "liten skjorta". (Diminutiv av "chemise"). Ett damplagg i form av ett kort linne eller ifyllnad som bärs av damer innanför urringningen och skymtar fram. Kan ersätta blus eller topp under kavaj, kofta, tröja o.d. Chemisetten började bli vanlig under 1850- och 1860-talen och förekommer än idag. Även falskt skjortbröst, kragstånd och bröstplatta för frack.